# فالکونه
فالکونه (به ایتالیایی: Falcone) یک کومونه در ایتالیا است که در استان مسینا واقع شده‌است.

## خصوصیات
فالکونه ۹٫۳ کیلومترمربع مساحت و ۲٬۹۲۷ نفر جمعیت دارد و ۳ متر بالاتر از سطح دریا واقع شده‌است.